# Speloncato
Speloncato (korziško Speluncatu) je naselje in občina v francoskem departmaju Haute-Corse regije - otoka Korzika. Leta 2007 je naselje imelo 269 prebivalcev.

## Geografija
Kraj leži v severozahodnem delu otoka Korzike ob meji z naravnim regijskim parkom Korzike, 76 km jugozahodno od središča Bastie.

## Uprava
Občina Speloncato skupaj s sosednjimi občinami Algajola, Aregno, Avapessa, Belgodère, Cateri, Costa, Feliceto, Lavatoggio, Mausoléo, Muro, Nessa, Novella, Occhiatana, Olmi-Cappella, Palasca, Pioggiola, Vallica in Ville-di-Paraso sestavlja kanton Belgodère s sedežem v Belgodèru. Kanton je sestavni del okrožja Calvi.

## Zanimivosti
Speloncato je od leta 2003 v zaščitenem območju arhitekturne, urbane in pokrajinske dediščine v Franciji.
- kolegialna cerkev Marijinega Vnebovzetja, prvotno zgrajena v romanskem slogu v 11. stoletju, večkrat obnovljena,
- cerkev sv. Katarine iz 11. stoletja,
- cerkev sv. Mihaela iz začetka 16. stoletja,
- nekdanji kapucinski samostan, v bližini se nahaja vodni zadrževalnik Barrage de Codole.